# Orangi Town

Localisation du district de Karachi-Ouest au sein de la ville de Karachi, de la province du Sind et du Pakistan.

Orangi Town est un quartier pauvre de Karachi (Pakistan) situé au nord-ouest de l'agglomération. Orangi Town est  le plus grand bidonville du monde et donc d'Asie et le plus peuplé avec 1,54 million d’habitants en 2010, devant celui de Dharavi à Bombay (d'autres placent Dharavi en premier). Orangi Town est composé en majorité par des Mohajirs, cependant elle compte d'autres ethnies comme celle des Sinds qui constituent la majorité des habitants de Karachi, qui est la capitale de la province Sind. 
C'est un tehsil inclus au sein du district de Karachi-Ouest.

## Développement
En 1980, « The Orangi Pilot Project » a été initié dans le but de promouvoir le développement du quartier. Ce projet comporte bon nombre de programmes centrés sur la réhabilitation et la création d'infrastructures (sanitaires, logement, éducation, crédit aux entreprises, développement rural, etc.)